# Commodores
The Commodores ist eine amerikanische Band aus Detroit, die ihre größten Erfolge in den 1970er Jahren auf dem Motown-Label feierte. Sie entwickelte sich von einer dynamischen Funk- und Party-Band zu einer populären Balladen-Gruppe und hatte zwischen 1974 und 1988 29 Hits in den US-R&B-Charts. Mit Three Times a Lady (1978) und Still (1979) erreichte die Band jeweils Platz 1 der Pop- und R&B-Charts. In Deutschland hatte sie mit dem Top-10-Hit Nightshift (1985) ihren größten Erfolg.

## Karriere
Die Band entstand aus der Zusammenführung der Bands The Mystics und The Jays. Gründungsmitglieder waren William King (Trompete), Thomas McClary (Gitarre), Ronald LaPread (Bass), Walter Orange (Schlagzeug), Lionel Richie (Saxophon) und Milan Williams (Keyboard). Sämtliche Bandmitglieder sorgten für den Gesang. Ihre Erfolgskarriere begann 1971, als sie als Vorgruppe für die Jackson Five ausgewählt wurden und mit ihnen anderthalb Jahre auf Tournee gingen. Erste Singles zwischen 1969 und 1973 hatten keinerlei Erfolg.
Die bekanntesten Hits waren Slippery When Wet (1975), Sweet Love, Just to Be Close to You (1976), Easy, Brick House (1977), Three Times a Lady (1978), Sail On, Still (1979), Lady (You Bring Me Up), Oh No (1981) und Nightshift (1985). Der Instrumental-Titelsong von ihrem Debütalbum Machine Gun wurde in den USA zu einer Art Hymne bei zahlreichen Sportveranstaltungen.
1982 stieg Lionel Richie aus der Band aus, um sich seiner im Vorjahr begonnenen Solokarriere zu widmen. Dies sorgte für den langsamen Abstieg der Band. Richie wurde ersetzt durch den Saxophonisten J. D. Nicholas.
Mit dem Titel Nightshift, einem Tribut an die 1984 verstorbenen Sänger Marvin Gaye und Jackie Wilson, gelang den Commodores Anfang 1985 noch einmal ein großer Hit, für den die Gruppe nach acht Nominierungen erstmals mit dem Grammy ausgezeichnet wurde. Die Band verließ Motown noch im selben Jahr. Die nachfolgenden Alben United (1986) und Rock Solid (1988) erschienen bei Polydor, konnten aber nicht an die vorherigen Erfolge anknüpfen.
Im Jahr 2003 wurden The Commodores in die Vocal Group Hall of Fame aufgenommen.
Das Gründungsmitglied Milan Williams starb am 9. Juli 2006 im Alter von 58 Jahren an den Folgen einer schweren Krebserkrankung im MD Anderson Hospital in Houston, Texas. Heute besteht die Band weiterhin, allerdings mit nur noch drei Mitgliedern: William King, Walter Orange und J. D. Nicholas.

## Diskografie
Studioalben

| Jahr | Titel                           | Höchstplatzierung, Gesamtwochen, AuszeichnungChartplatzierungen (Jahr, Titel, Platzierungen, Wochen, Auszeichnungen, Anmerkungen) | Höchstplatzierung, Gesamtwochen, AuszeichnungChartplatzierungen (Jahr, Titel, Platzierungen, Wochen, Auszeichnungen, Anmerkungen) | Höchstplatzierung, Gesamtwochen, AuszeichnungChartplatzierungen (Jahr, Titel, Platzierungen, Wochen, Auszeichnungen, Anmerkungen) | Höchstplatzierung, Gesamtwochen, AuszeichnungChartplatzierungen (Jahr, Titel, Platzierungen, Wochen, Auszeichnungen, Anmerkungen) | Höchstplatzierung, Gesamtwochen, AuszeichnungChartplatzierungen (Jahr, Titel, Platzierungen, Wochen, Auszeichnungen, Anmerkungen) | Höchstplatzierung, Gesamtwochen, AuszeichnungChartplatzierungen (Jahr, Titel, Platzierungen, Wochen, Auszeichnungen, Anmerkungen) | Anmerkungen |
| Jahr | Titel                           | DE | AT | CH | UK | US | R&B | Anmerkungen |
| ---- | ------------------------------- | --- | --- | --- | --- | --- | --- | --- |
| 1974 | Machine Gun                     | — | — | — | — | US138 (9 Wo.)US | R&B22 (6 Wo.)R&B | Erstveröffentlichung: 22. Juli 1974 Produzenten: Commodores, James Carmichael                                                          |
| 1975 | Caught in the Act               | — | — | — | — | US26 (33 Wo.)US | R&B7 (25 Wo.)R&B | Erstveröffentlichung: März 1975 Produzenten: Commodores, James Carmichael                                                              |
| 1975 | Movin’ On                       | — | — | — | — | US29 Gold · (32 Wo.)US | R&B7 (30 Wo.)R&B | Erstveröffentlichung: Oktober 1975 Produzenten: Commodores, James Carmichael                                                           |
| 1976 | Hot on the Tracks               | — | — | — | — | US12 Platin · (39 Wo.)US | R&B1 (31 Wo.)R&B | Erstveröffentlichung: September 1976 Produzenten: Commodores, James Carmichael                                                         |
| 1977 | Commodores (US) / Zoom (DE, UK) | — | — | — | — | US3 Platin · (53 Wo.)US | R&B1 (44 Wo.)R&B | Erstveröffentlichung: März 1977 Produzenten: Commodores, James Carmichael                                                              |
| 1978 | Natural High                    | — | — | — | UK8 Gold · (23 Wo.)UK | US3 Platin · (33 Wo.)US | R&B1 (32 Wo.)R&B | Erstveröffentlichung: Mai 1978 Produzenten: Commodores, James Carmichael                                                               |
| 1979 | Midnight Magic                  | — | — | — | UK15 Gold · (25 Wo.)UK | US3 Platin · (41 Wo.)US | R&B1 (38 Wo.)R&B | Erstveröffentlichung: August 1979 Produzenten: Commodores, James Carmichael                                                            |
| 1980 | Heroes                          | — | — | — | UK50 (5 Wo.)UK | US7 Platin · (33 Wo.)US | R&B3 (39 Wo.)R&B | Erstveröffentlichung: Juni 1980 Produzenten: Commodores, James Carmichael                                                              |
| 1981 | In the Pocket                   | — | — | — | UK69 (5 Wo.)UK | US13 Platin · (40 Wo.)US | R&B4 (40 Wo.)R&B | Erstveröffentlichung: Juni 1981 Produzenten: Commodores, James Carmichael                                                              |
| 1983 | Commodores 13                   | — | — | — | — | US103 (20 Wo.)US | R&B28 (17 Wo.)R&B | Erstveröffentlichung: September 1983 Produzenten: Commodores                                                                           |
| 1985 | Nightshift                      | DE4 (30 Wo.)DE | AT9 (14 Wo.)AT | CH8 (15 Wo.)CH | UK13 (10 Wo.)UK | US12 Gold · (37 Wo.)US | R&B1 (36 Wo.)R&B | Erstveröffentlichung: Februar 1985 Produzent: Dennis Lambert                                                                           |
| 1986 | United                          | DE62 (1 Wo.)DE | — | CH28 (2 Wo.)CH | — | US101 (15 Wo.)US | R&B17 (21 Wo.)R&B | Erstveröffentlichung: Februar 1985 Produzenten: Dennis Lambert, Jeremy Smith, Greg Mathieson, James Anthony Carmichael, Milan Williams |
| 1988 | Rock Solid                      | — | — | — | — | — | — | Erstveröffentlichung: Juli 1988 |
| 1992 | Commodores Christmas            | — | — | — | — | — | — | Erstveröffentlichung: November 1992 |
| 1993 | No Tricks                       | — | — | — | — | — | — | Erstveröffentlichung: März 1993 |
| 2012 | Keep On Dancing                 | — | — | — | — | — | — | Erstveröffentlichung: 2012 |

grau schraffiert: keine Chartdaten aus diesem Jahr verfügbar